# Kristinehamn
Kristinehamn è una cittadina (tätort) della Svezia centrale, situata nella contea di Värmland; è il capoluogo amministrativo della municipalità omonima.

## Infrastrutture e trasporti
Da Kristinehamn ha inizio la linea ferroviaria Inlandsbanan.